# Fortunato di Todi
Fortunato di Todi (... – 565) è stato un vescovo italiano.

## Biografia
Fu vescovo di Todi al tempo di Totila.
Durante il suo episcopato fece erigere la chiesa di San Pietro Apostolo e convertì al cattolicesimo gli abitanti del castello di Pantalla, fondato nel periodo augusteo, facendo demolire il tempio di Pan e tagliare il bosco a lui consacrato.

## Culto
La Chiesa cattolica lo ricorda il 14 ottobre.
Dal Martirologio Romano: "A Todi in Umbria, san Fortunato, vescovo, che, come riferisce il papa san Gregorio Magno, rifulse di immensa virtù nel prestare assistenza ai malati."
A lui è dedicata la chiesa di San Fortunato a Todi costruita nel XII secolo e la pieve di Murlo, borgo presso Siena, un tempo sede dell'omonimo Feudo vescovile.
È anche patrono di San Fortunato della Collina (frazione del comune di Perugia) ed a lui è intitolato una delle chiese più antiche di Perugia situata al lato dell'Arco Etrusco

## Bibliografia

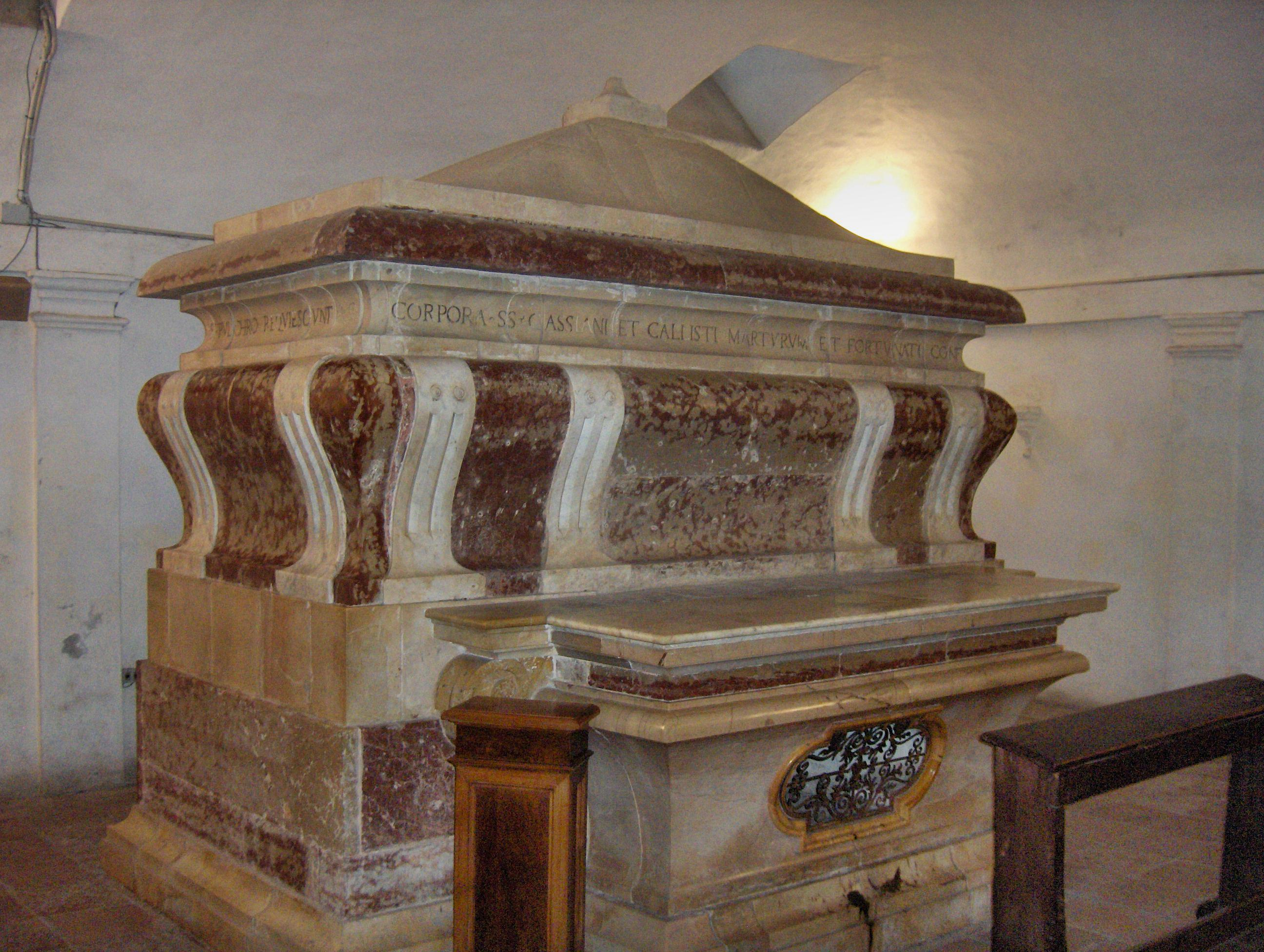
Sarcofago contenente i resti dei santi Fortunato, Cassiano e Degna